# جايروس بيرد
جايروس كيلون بيرد (مواليد 7 أكتوبر 1986) لاعب كرة قدم أمريكية محترف سابق، وكان لاعبًا في مركز الأمان في الدوري الوطني لكرة القدم الأمريكية (NFL). لعب كرة القدم الجامعية مع فريق أوريغون دكس. تم اختياره من قبل فريق بافالو بيلز في الجولة الثانية من مسودة دوري كرة القدم الأمريكية لعام 2009. اختير ثلاث مرات للمشاركة في مباراة برو بول.

## بداياته
التحق بيرد بمدرسة كلايتون الثانوية في مقاطعة سانت لويس بولاية ميزوري. لعب كلاعب وسط، ومستقبل واسع، ولاعب أمان، ولاعب فرق خاصة. في سنته الأخيرة، كان أفضل لاعب هجومي في ميزوري 4A، ولعب دورًا كبيرًا في قيادة المدرسة إلى بطولة الولاية لعام 2004. في سنته الأخيرة، ركض لمسافة 1480 ياردة مع 26 هبوطًا، ومرر لمسافة 1038 ياردة مع 13 هبوطًا، وقام بست استقبالات لمسافة 125 ياردة في الهجوم. في الدفاع، حقق 71 تدخلًا، وسبع اعتراضات، وثلاثة إسقاطات للاعب الوسط، واستعاد الكرة مرتين. كما حقق 10 إرجاعات لركلة البداية، و15 إرجاعًا لركلة الركل، و18 ركلًا للركل. كما حصل على جوائز في البيسبول وكرة السلة وألعاب القوى.

## المسيرة الجامعية
التحق بيرد بجامعة أوريغون، حيث لعب لفريق أوريغون دكس لكرة القدم الأمريكية. في عام 2005، كان بيرد طالبًا جديدًا. في عام 2006، اختير بيرد ضمن الفريق الثاني لفريق " أول أمريكان" من قِبل صحيفة "ذا سبورتينغ نيوز"، وحصل على لقب أفضل لاعب في السنة الأولى في مؤتمر باك-10 (إلى جانب تايلور مايس وألتراون فيرنر ). بدأ آخر 11 مباراة في مركز الظهير، مسجلاً 56 تدخلًا وخمس اعتراضات.
في عام 2007، كان بيرد طالبًا في السنة الثانية، وحصل على تنويه شرف من مؤتمر كل النجوم العشرة (Pac-10).
بدأ جميع مباريات فريق داكس الـ 13 أساسيًا، مسجلًا 64 تدخلًا، وإسقاطًا واحدًا، وسبع اعتراضات، متصدرًا المؤتمر. في عام 2008، كان بيرد ضمن الفريق الأول في مؤتمر كل النجوم العشرة (Pac-10)، وحصل على جائزة أفضل لاعب دفاعي في مباراة هوليداي بول (Holiday Bowl) لعام 2008. بدأ 13 مباراة، وأنهىها بـ 83 تدخلًا وخمس اعتراضات.
أنهى بيرد مسيرته الجامعية بالبدء في 37 من 39 مباراة، مع 203 تدخلات، و17 اعتراضًا، واثنين من الكرات المتعثرة، وأربعة استردادات للكرة المتعثرة.
بعد الموسم أعلن بيرد أنه سيتخلى عن موسمه الأخير ويدخل في مشروع اتحاد كرة القدم الأميركي لعام 2009.

## المسيرة المهنية

### بوفالو بيلز
اختار فريق بافالو بيلز بيرد في الجولة الثانية (المركز 42 إجمالاً) من مسودة اتحاد كرة القدم الأميركي لعام 2009. وكان ثالث لاعب أمان يتم اختياره في ذلك العام، بعد لويس ديلماس (المركز 33 إجمالاً) وزميله في فريق أوريغون باتريك تشونغ (المركز 34 إجمالاً).

#### 2009
في 29 يوليو 2009، وقّع فريق بافالو بيلز عقدًا لمدة أربع سنوات بقيمة 4.15 مليون دولار، منها 2.47 مليون دولار مضمونة. خطط فريق بافالو بيلز لمنافسة بيرد فورًا ضد برايان سكوت على مركز لاعب الأمان الحر الأساسي. للأسف، خضع بيرد لجراحة فتق رياضي في بداية الصيف، ووُضع على قائمة اللاعبين غير المطلوبين.
غاب عن أول 18 يومًا من معسكر التدريب، وأول مباراتين تحضيريتين للموسم، ولم يتمكن من حضور معسكر الربيع المصغر بسبب تأخر جدول اختبارات أوريغون. عند عودته، تنافس بيرد مع كو سيمبسون وجورج ويلسون ليكون لاعب الأمان الاحتياطي الأساسي. اختاره المدرب الرئيسي ديك جاورون كلاعب أمان احتياطي، وأدرجه كثاني أفضل لاعب أمان حر في قائمة العمق، بعد لاعبي الأمان الأساسيين دونتي ويتنر وبرايان سكوت.
في 14 سبتمبر 2009، ظهر بيرد لأول مرة في الموسم العادي الاحترافي في المباراة الافتتاحية لموسم بافالو بيلز أمام نيو إنجلاند باتريوتس وسجل ثلاثة تدخلات فردية حيث خسروا 24-25. في الأسبوع 3، حصل بيرد على أول بداية مسيرته كلاعب نيكلباك وسجل خمسة تدخلات مشتركة (ثلاثة منفردة) خلال خسارة 7-27 أمام نيو أورلينز ساينتس. خلال المباراة، عانى كلا لاعبي الأمان الأساسيين من إصابات حيث أصيب دونتي ويتنر بإبهامه وعانى برايان سكوت من التواء شديد في الكاحل. في 11 أكتوبر 2009، حقق بيرد أعلى مستوى في الموسم بسبع تدخلات مشتركة (أربعة منفردة)، وقام بتحريف التمريرة، وكان له أول اعتراض في مسيرته على تمريرة من ديريك أندرسون إلى مستقبل واسع محمد ماساكوي خلال خسارة 3-6 أمام كليفلاند براونز. في الأسبوع التالي، حقق ثلاثة تدخلات مشتركة (اثنان منفردان)، وحقق أعلى مستوى له هذا الموسم بثلاثة انحرافات للتمريرات، ولعب أول مباراة له مع اعتراضات متعددة من خلال التقاط محاولتي تمرير من مارك سانشيز خلال فوز 16-13 في الوقت الإضافي على نيويورك جيتس في 6.

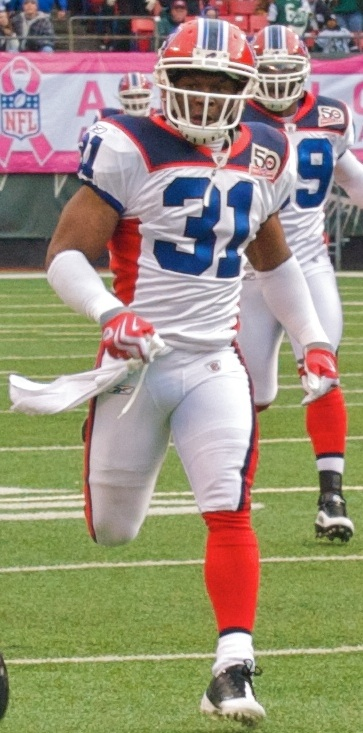
بيرد يلعب لصالح بيلز في عام 2009.

في الأسبوع السابع، سجل تدخلين منفردين، وكسر تمريرتين، واعترض تمريرتين ألقاهما جيك ديلوم خلال فوز 20-9 على كارولينا بانثرز. لأدائه في أكتوبر، حصل على جائزة أفضل لاعب دفاعي مبتدئ في دوري كرة القدم الأمريكية لهذا الشهر. في 1 نوفمبر 2009، حقق بيرد خمسة تدخلات مشتركة (اثنان منفردان)، واثنان من انحرافات التمرير، ولعب مباراته الثالثة على التوالي باعتراضين على محاولات تمرير من مات شوب حيث خسر فريق بيلز 31-10 أمام فريق هيوستن تكسانز. عادل هذا الرقم القياسي في دوري كرة القدم الأمريكية الذي يحمله ديف بيكر للمباريات المتتالية باعتراضين أو أكثر بثلاثة. في 17 نوفمبر 2009، أقال فريق بيلز المدرب الرئيسي ديك جورون بعد هبوطه إلى سجل 3-6 وعين منسق الدفاع بيري فيويل كمدرب رئيسي مؤقت لبقية الموسم. في الأسبوع العاشر، سجل بيرد تدخلين مشتركين (واحد منفرد)، وقام بتفكيك تمريرة واحدة، واعترض تمريرة من فينس يونج إلى مستقبل واسع لافيل هوكينز خلال خسارة 17-41 أمام تينيسي تيتانز. كانت هذه هي مباراته الخامسة على التوالي مع اعتراض، محققًا الرقم القياسي للفريق للمباريات المتتالية مع اعتراض. في الأسبوع الرابع عشر، سجل بيرد أربعة تدخلات مشتركة (ثلاثة منفردة)، وقام بحرف تمريرة، وحسم الفوز 16-10 على كانساس سيتي تشيفز من خلال اعتراض تمريرة من مات كاسيل إلى مستقبل واسع كريس تشامبرز مع بقاء 2:20 فقط في المباراة. وضع هذا أعلى مستوى في مسيرته مع تسع اعتراضات في موسم واحد. في الأسبوع الخامس عشر، تفاقمت إصابة بيرد في الفخذ حيث خسر بيلز 17-10 أمام نيو إنجلاند باتريوتس. في 23 ديسمبر 2009، وضع فريق بيلز بيرد رسميًا في قائمة الاحتياط للمصابين في نهاية الموسم للمباراتين الأخيرتين (الأسبوعين 16-17) من الموسم بسبب تمزق الشفة الحُقّية المرتبط بجراحة الفتق الرياضي. خضع لعملية جراحية في تمزق الشفة الحُقّية وكان من المتوقع أن تكون لديه فترة نقاهة لمدة أربعة أشهر. أنهى موسمه الأول في عام 2009 بإجمالي 45 تدخلًا مشتركًا (33 منفردًا)، و11 انحرافًا للتمرير، وحقق أعلى مستوى في مسيرته بتسع اعتراضات في 14 مباراة و11 بداية. تعادلت اعتراضاته التسع في دوري الدرجة الثانية في عام 2009، إلى جانب أسانتي صامويل وتشارلز وودسون ودارين شاربر. بالنسبة لأدائه، تم اختياره للعب في Pro Bowl، ليصبح أول لاعب مبتدئ في Bills يتم اختياره منذ جريج بيل في عام 1984.

#### 2010
في 19 يناير 2010، أعلن فريق بافالو بيلز عن تشان جايلي كمدرب رئيسي جديد لهم. طوال معسكر التدريب، تنافس مع جورج ويلسون ليكون لاعب الأمان الحر الأساسي تحت قيادة منسق الدفاع جورج إدواردز. أطلق المدرب الرئيسي تشان جايلي على بيرد اسمًا احتياطيًا وأدرجه في قائمة لاعبي الأمان الحر رقم 2 لبدء الموسم، خلف اللاعبين الأساسيين دونتي ويتنر وجورج ويلسون.
في 28 نوفمبر 2010، حقق أعلى مستوى في الموسم بـ 11 تدخلًا مشتركًا (سبعة منفردة)، وأجبر على فقدان الكرة، وتمكن من استعادة الكرة خلال خسارة 16-19 في الوقت الإضافي أمام بيتسبرغ ستيلرز. في الأسبوع 15، سجل بيرد أربع تدخلات فردية وحقق أول كيس في مسيرته على تشاد هين بخسارة ثلاثة ياردات خلال فوز 17-14 على ميامي دولفينز. في 2 يناير 2011، سجل بيرد ستة تدخلات مشتركة (أربعة منفردة)، وقام بانحراف تمريرة واحدة، وحقق أول اعتراض في مسيرته بعد أن اعترض تمريرة ألقاها مارك برونيل إلى الظهير جو ماكنايت وأعادها 37 ياردة ليسجل أول هبوط في مسيرته خلال خسارة 7-38 أمام نيويورك جيتس. أنهى الموسم بـ 89 تدخلًا مشتركًا (62 منفردًا)، وثلاثة أخطاء إجبارية، واثنان من انحرافات التمريرة، وكيس واحد، واستعادة خطأ، واعتراض واحد، وهبوط في 16 مباراة و14 بداية.

#### 2011
انضم إلى معسكر التدريب كلاعب أمان حر أساسي. بعد رحيل دونتي ويتنر في فترة الانتقالات الحرة، وضع المدرب تشان جايلي بيرد مع جورج ويلسون كلاعبي أمان أساسيين في بداية الموسم.
في 25 سبتمبر 2011، حقق أعلى مستوى في الموسم بـ 12 تدخلًا مشتركًا (ثمانية منفردة) وقام بانحراف تمريرة مرتين حيث هزم بيلز فريق نيو إنجلاند باتريوتس 31-34. في الأسبوع 8، حقق بيرد أربعة تدخلات مشتركة (ثلاثة منفردة)، وانحراف تمريرة واحدة، وحقق أعلى مستوى في الموسم بـ كيس واحد، واعترض تمريرة من جون بيك إلى جهاز الاستقبال الواسع دونتي ستالوورث حيث هزم بيلز فريق واشنطن ريدسكينز 23-0. في 24 ديسمبر 2011، سجل بيرد سبعة تدخلات مشتركة (خمسة منفردة)، وقام بانحراف تمريرة، واعترض تمريرة من تيم تيبو إلى جهاز الاستقبال الواسع إريك ديكر وأعادها للهبوط لمسافة 37 ياردة خلال فوز 40-14 على فريق دنفر برونكوز. بدأ في جميع المباريات الـ16 طوال موسم 2011 في دوري كرة القدم الأمريكية وانتهى بإجمالي 98 تدخلًا مشتركًا (75 فرديًا)، وثماني انحرافات للتمريرات، وثلاث اعتراضات، وكيس واحد، وهبوط.

#### 2012
في 2 يناير 2012، أعلن فريق بافالو بيلز قراره بترقية مدرب خط الوسط ديف وانستيدت إلى منسق دفاعي بعد إقالة تشان جايلي بعد سجل 6-10 في عام 2011. احتفظ المدرب الرئيسي تشان جايلي ببيرد وجورج ويلسون كأمان أساسيين لبدء الموسم.
في 16 سبتمبر 2012، قام بيرد بسبعة تدخلات مشتركة (أربعة منفردة)، وكسر تمريرة، وحسم الفوز 35-17 على كانساس سيتي تشيفز من خلال اعتراض تمريرة مات كاسيل إلى مستقبل واسع ستيف بريستون مع تبقي خمس ثوانٍ. في الأسبوع الرابع، حقق أعلى مستوى في الموسم بتسعة تدخلات مشتركة (أربعة منفردة)، وارتكب خطأين قسريين، وتمكن من استعادة الكرة المتعثرة حيث خسر بيلز 28-52 أمام نيو إنجلاند باتريوتس. في 14 أكتوبر 2012، قام بيرد بأربعة تدخلات فردية، وحرف تمريرة، وحقق أعلى مستوى في الموسم باعتراضين خلال فوز 19-16 في الوقت الإضافي على أريزونا كاردينالز. قاد بيلز إلى النصر من خلال اعتراض تمريرة ألقاها جون سكيلتون إلى الطرف الضيق روب هاوسلر وأعادها 29 ياردة قبل أن يتصدى له مستقبل واسع مايكل فلويد. مع التعادل 16-16 في الوقت الإضافي، نفذ فريق بيلز مسرحية واحدة لتحسين وضع الكرة وأرسل على الفور ريان ليندل ليسدد بنجاح هدف الفوز بالمباراة من مسافة 25 ياردة لينهي المباراة في الوقت الإضافي 19-16. في الأسبوع 11، قام بيرد بأربع تدخلات مشتركة (اثنان منفردان)، وكسر تمريرتين، واستعاد الكرة، وساعد في تأمين فوز بيلز 19-14 من خلال اعتراض تمريرة من ريان تانهيل إلى مستقبل واسع دافون بيس مع تبقي دقيقتين بالضبط في الربع الرابع. في 2 ديسمبر 2012، سجل تدخلًا منفردًا واحدًا، وكان لديه انحراف تمريرة واحدة، وحسم الفوز 18-34 ضد جاكسونفيل جاغوارز من خلال اعتراض تمريرة من تشاد هين إلى مستقبل واسع كيفن إليوت مع تبقي 38 ثانية. بدأ في جميع المباريات الـ16 طوال الموسم وسجل 73 تدخلًا مشتركًا (55 فرديًا)، وقام بستة انحرافات للتمريرات، وخمسة اعتراضات، وأربعة أخطاء إجبارية، واستعاد الكرة مرتين.

#### 2013
في 1 مارس 2013، اختار فريق بافالو بيلز وضع علامة الامتياز الخاصة بهم على بيرد حتى لا يدخل وكالة حرة. رفض التوقيع على عطائه وصمد، ساعيًا للحصول على عرض عقد طويل الأجل من بيلز. في 20 أغسطس 2013، وقع فريق بافالو بيلز مع بيرد على عرض امتياز مضمون بالكامل لمدة عام واحد بقيمة 6.91 مليون دولار. وعلى الرغم من توقيع العرض، فقد ورد أن بيرد قد طلب صفقة وكان يحاول أن يجعل وكيله ينظم صفقة. ونفى الشائعات واتهامات التجارة وصرح بأن تركيزه الوحيد كان على تعافيه من التهاب اللفافة الأخمصية. وظل غير نشط في أول خمس مباريات (الأسابيع 1-5) من الموسم. وفي غيابه، عين المدرب الرئيسي الجديد لفريق بيلز، دوج مارون، دا نوريس سيرسي وآرون ويليامز كأصحاب أمان أساسيين لبدء الموسم.
في 17 نوفمبر 2013، حقق بيرد أربعة تدخلات مشتركة (اثنان منفردان)، واثنان من انحرافات التمريرة، وإسقاط واحد، وحقق أعلى مستوى في الموسم باعتراضين على تمريرات من جينو سميث خلال فوز 37-14 على فريق نيويورك جيتس. في الأسبوع 13، حقق أعلى مستوى في الموسم بتسعة تدخلات مشتركة (ستة منفردة) خلال خسارة 31-34 أمام فريق أتلانتا فالكونز. أنهى الموسم بإجمالي 38 تدخلًا مشتركًا (27 منفردًا)، وستة انحرافات للتمرير، وأربع اعتراضات، وإسقاط واحد في 11 مباراة وتسع مباريات بدأها. انتهت فترة ولايته مع فريق بيلز عندما فشلوا في التوصل إلى اتفاق بشأن صفقة طويلة الأجل بعد موسم 2013.

### نيو أورليانز ساينتس

#### 2014
في 11 مارس 2014، وقع فريق نيو أورليانز ساينتس مع بيرد عقدًا مدته ست سنوات بقيمة 54.00 مليون دولار أمريكي، بما في ذلك 26.30 مليون دولار أمريكي مضمونة، و12.30 مليون دولار أمريكي مضمونة عند التوقيع، ومكافأة توقيع أولية قدرها 11.00 مليون دولار أمريكي.
دخل معسكر التدريب المقرر أن يكون اللاعب الحر القوي الأساسي بعد رحيل مالكولم جينكينز ورومان هاربر. عين المدرب الرئيسي شون بايتون بيرد كلاعب أمان حر أساسي لبدء الموسم ووضعه مع كيني فاكارو. في 7 سبتمبر 2014، ظهر بيرد لأول مرة كعضو في فريق نيو أورلينز ساينتس في مباراتهم الافتتاحية للموسم في أتلانتا فالكونز وسجل خمسة تدخلات فردية حيث خسروا في الوقت الإضافي 34-37. في الأسبوع الرابع، حقق أعلى مستوى في الموسم بسبع تدخلات مشتركة (ستة منفردة) وكان لديه انحراف تمريرة واحدة خلال خسارة 17-38 أمام دالاس كاوبويز. في 2 أكتوبر 2014، عانى بيرد من تمزق في الغضروف المفصلي الجانبي لمقبض الدلو في ركبته اليمنى أثناء التدريب. في 3 أكتوبر 2014، أعلن مدرب القديسين شون بايتون أنه تم التأكد من إصابة بيرد بتمزق في غضروفه ووضعه لاحقًا على قائمة المصابين للمباريات الـ 13 المتبقية من الموسم (الأسابيع 5-17). أنهى موسم 2014 في دوري كرة القدم الأمريكية بـ 22 تدخلًا مشتركًا فقط (17 منفردًا) في أربع مباريات وأربع بدايات. في 16 نوفمبر 2015، أقال القديسون منسق الدفاع روب رايان وعينوا المدرب المساعد دينيس ألين ليكون منسق الدفاع لديهم.

#### 2015
عاد في الربيع وشارك في التدريبات الطوعية والمعسكر التدريبي الربيعي، لكنه غاب عن المعسكر التدريبي قبل بدء المعسكر بسبب ما وصفه بيرد بإصابة "غير محددة". أفاد إد فيردر، المطلع على أخبار دوري كرة القدم الأمريكية على شبكة ESPN، أنه بدأ يعاني من تورم في ركبته. لم يقم فريق القديسين باختيار أو التعاقد مع لاعبين أساسيين مؤهلين خلال فترة ما قبل الموسم، واختاروا عودة رافائيل بوش كبديل له. في الأسبوع الأول، تعرض رافائيل بوش لتمزق في عضلة صدره خلال خسارة 19-31 أمام أريزونا كاردينالز، ووُضع على قائمة المصابين لبقية الموسم.
عاد في الأسبوع الرابع، لكنه اقتصر على الظهور كبديل خلف كيني فيليبس. في 11 أكتوبر 2015، بدأ بيرد أول مباراة له في الموسم وسجل ثلاثة تدخلات مشتركة (اثنان منفردان) وقام بتفكيك تمريرة واحدة خلال خسارة 17-39 أمام فيلادلفيا إيجلز. في 8 نوفمبر 2015، حقق أعلى مستوى في الموسم بعشرة تدخلات مشتركة (سبعة منفردة) خلال خسارة 28-34 في الوقت الإضافي أمام تينيسي تيتانز. في 29 نوفمبر 2015، قام بيرد بثمانية تدخلات مشتركة (خمسة منفردة)، وانحراف تمريرة واحدة، وقام باعتراضه الوحيد في الموسم على تمريرة ألقاها بريان هوير إلى مستقبل واسع سيسيل شورتس خلال خسارة 6-24 أمام هيوستن تكسانز. أنهى موسم 2015 في دوري كرة القدم الأمريكية بإجمالي 53 تدخلًا مشتركًا (37 منفردًا)، وثلاثة انحرافات للتمرير، وكيس واحد، واعتراض واحد في 13 مباراة و13 بداية.

#### 2016
خلال معسكر التدريب، تنافس بيرد على الاحتفاظ بمكانه كلاعب أمان حر أساسي ضد اللاعب المبتدئ فون بيل، الذي اختير في الجولة الثانية. اختاره المدرب شون بايتون كلاعب أمان حر أساسي في بداية الموسم، إلى جانب لاعب الأمان القوي كيني فاكارو.
في الأسبوع الثالث، سجل بيرد ستة تدخلات مشتركة (أربعة منفردة)، لكنه كان مسؤولاً عن التخلي عن مسرحيات حاسمة بسبب عدم القدرة على التدخل. خسر القديسون 32-45 أمام أتلانتا فالكونز. ثم وضعه المدرب الرئيسي شون بايتون على مقاعد البدلاء لصالح المبتدئ فون بيل حيث فاز القديسون 34-35 على سان دييغو تشارجرز. بدءًا من الأسبوع الخامس، جعل منسق الدفاع دينيس ألين بيرد يظهر في ثلاث مجموعات أمان. في الأسبوع السادس، بدأ بيرد في الظهور في ثلاث مجموعات أمان بدوام كامل وانتقل بالكامل إلى مركزه الجديد إلى جانب فون بيل وكيني فاكارو. في 30 أكتوبر 2016، حقق أعلى مستوى في الموسم بعشر تدخلات مشتركة (ثمانية منفردة) حيث هزم القديسون سياتل سي هوكس 25-20. في 24 ديسمبر 2016، نفّذ بيرد ستة تدخلات مشتركة (ثلاثة منها منفردة)، وصد تمريرتين، وحقق أعلى رقم له هذا الموسم باعتراضين خلال فوز فريقه 31-24 على فريق تامبا باي بوكانيرز. ساهم في ضمان الفوز باعتراضه تمريرة من جيميس وينستون إلى المستقبل الواسع راسل شيبارد بعد 8 دقائق و13 ثانية فقط من الربع الرابع. أنهى موسم 2016 في دوري كرة القدم الأمريكية بـ 82 تدخلًا مشتركًا (56 منفردة)، وثلاثة انحرافات تمرير، واعتراضين في 16 مباراة و15 مباراة بدأها أساسيًا.

#### 2017
في 10 مارس 2017، تم إطلاق سراح بيرد من قبل القديسين.

### كارولينا بانثرز
في 3 أكتوبر 2017، تم توقيع بيرد مع فريق كارولينا بانثرز.

## الحياة الشخصية
لعب والده، جيل بيرد، في دوري كرة القدم الأمريكية الوطني مع فريق سان دييغو تشارجرز من عام 1983 إلى عام 1992، وكان مدربًا للاعبي الدفاع في فريق بافالو بيلز لموسم 2017-2018. وهو حاليًا منسق ألعاب التمرير ومدرب لاعبي الأمان في جامعة إلينوي.
بيرد هو ابن عم ريتشارد رودجرز. عمه هو ريتشارد رودجرز الأب.
بيرد مسيحي. كما أنه يرعى طفلين من خلال منظمة Compassion International.

## روابط خارجية
- Jairus Byrd على موقع مرجع كرة القدم المحترفة.كوم (الإنجليزية)